# Liste der Museen in Fürth
Diese Liste der Museen in Fürth gibt einen Überblick über die Museen in der kreisfreien Stadt Fürth in Bayern.

## Aktuelle Museen

### Legende
- Name (Lage): Name des Museums, sowie ein Link zu Lagekarten.
- Kurzbeschreibung: Themengebiet des Museums bzw. kurze Beschreibung der Ausstellung.
- Jahr: Jahr, in dem das jeweilige Museum eröffnet bzw. die Sammlung gegründet wurde. Bei anstehenden Neueröffnungen ist der voraussichtliche Eröffnungstermin kursiv angegeben.
- Träger: Der jeweilige Träger des Museums.
- Gebäude: Das Gebäude, in dem sich das Museum befindet; sofern es in einem eigenständigen Bauwerk untergebracht ist, enthält die Spalte kurze Informationen zum heutigen Gebäude.
- Statistischer Bezirk: Der Statistische Bezirk, in dem das Museum liegt, siehe dazu auch Liste der Stadtbezirke und statistischen Bezirke von Fürth.
- Link: Link zum jeweiligen Internetauftritt des Museums, oder, falls dieser nicht vorhanden ist, zum städtischen Portal nuernberg.de bzw. der Webseite der Landesstelle für die nichtstaatlichen Museen in Bayern. Der Link dient jeweils auch als Beleg für die in der Zeile gemachten Angaben.

### Liste
| Name (Lage)                     | Kurzbeschreibung | Jahr                                                                                                  | Träger | Gebäude                                     | Statistischer Bezirk   | Bild           | Link |
| ------------------------------- | --- | --- | --- | ------------------------------------------- | ---------------------- | -------------- | ---- |
| Dialysemuseum Fürth (Lage)      | Das Museum dokumentiert die Geschichte der Blutreinigung und der Dialyse von der Antike bis zur Gegenwart. Es ist im Jakob-Henle-Haus nahe dem Klinikum Fürth untergebracht, das in erster Linie ein Dialysezentrum des Kuratoriums für Dialyse und Nierentransplantation (KfH) beherbergt. | 1990                                                                                                  | KfH-Dialysezentrum | Jakob-Henle-Haus                            | Schwand, Eigenes Heim  | weitere Bilder |      |
| Jüdisches Museum Franken (Lage) | Das Museum widmet sich der Geschichte und Kultur der Juden in Franken. Träger des Museums ist ein 1990 gegründeter Verein. Ihm gehören die Mittelfranken-Stiftung des Bezirks Mittelfranken, die Stadt Fürth, der Landkreis Nürnberger Land, der Markt Schnaittach und die Stadt Schwabach an. | 1990                                                                                                  | Jüdisches Museum Franken e. V.                                                                                                 | Fachwerk- und Sandsteinhaus                 | Stadtpark, Stadtgrenze | weitere Bilder |      |
| Kriminalmuseum Fürth (Lage)     | Das Kriminalmuseum Fürth beleuchtet 200 Jahre Kriminal- und Polizeigeschichte der Stadt. | 2010                                                                                                  | Verein zum Betrieb und zur Förderung des Fürther Kriminalmuseums sowie zur Förderung sonstiger Präventionsprojekte e. V.       | Untergeschoß des Fürther Rathaus            | Altstadt, Innenstadt   | weitere Bilder |      |
| Kunst Galerie Fürth (Lage)      | Die Kunst Galerie Fürth ist eine kommunale Kunstgalerie, gelegen am Königsplatz in Fürth | 2002                                                                                                  | Stadt Fürth | Ehemaliges Gebäude der Kreissparkasse Fürth | Altstadt, Innenstadt   | weitere Bilder |      |
| Ludwig Erhard Zentrum (Lage)    | Das Museum dient zur Erinnerung an den in Fürth geborenen Bundeskanzler Ludwig Erhard. Es soll Leben und Wirken Erhards und die Soziale Marktwirtschaft einer breiten Öffentlichkeit vermitteln und politische, zeithistorische und ökonomische Bildung vereinen. Die Einrichtung eines Forschungszentrums ist geplant. Initialzünder, Ideengeber und Unterstützer des Projekts ist der Ludwig-Erhard-Initiativkreis Fürth e. V. | 2018                                                                                                  | Stiftung Ludwig-Erhard-Haus | Ludwig-Erhard-Haus                          | Altstadt, Innenstadt   | weitere Bilder |      |
| Museum Frauenkultur (Lage)      | Das Museum ist das erste Frauenmuseum Bayerns. Es ist in einem ehemaligen Ladengeschäft in Fürth untergebracht. | 2003 (als Mobiles Museum) 2006–2024 (Schloss Burgfarrnbach) 2025 (Hirschenstraße 16)                  | Frauen in der Einen Welt - Zentrum für interkulturelle Frauenalltagsforschung und internationalen Austausch e. V., Stadt Fürth | ehemaliges Ladengeschäft                    | Altstadt, Innenstadt   | weitere Bilder |      |
| Rundfunkmuseum Fürth (Lage)     | Das Museum wurde im Oktober 1993 gegründet. Seinen Platz hatte es über viele Jahre in einem Nebengebäude des Burgfarrnbacher Schlosses. Seit Ende 2001 befindet es sich an einer zentralen und historisch passenden Stelle in Fürth: auf dem Gelände der ehemaligen Hauptverwaltung (Direktionsgebäude) des Elektronikkonzerns Grundig.                                                                                          | 1993                                                                                                  | Stadt Fürth | ehemalige Grundig-Hauptverwaltung           | Stadtpark, Stadtgrenze | weitere Bilder |      |
| Stadtmuseum Fürth (Lage)        | Das Stadtmuseum Fürth stellt die Stadt- und Wirtschaftsgeschichte der fränkischen Stadt Fürth dar. | 1937–1945 (Altes Krankenhaus) 1981–2006 (Schloß Burgfarrnbach) seit 2007 (Leopold-Ullstein-Schulhaus) | Stadt Fürth | Leopold-Ullstein-Schulhaus                  | Altstadt, Innenstadt   | weitere Bilder |      |